# Firlingane
Firlingane är en kulle i Antarktis. Den ligger i Östantarktis. Norge gör anspråk på området. Toppen på Firlingane är 1 103 meter över havet.
Terrängen runt Firlingane är varierad. Trakten är obefolkad. Det finns inga samhällen i närheten.